# 父死子继
父死子继是世袭继承制度的一种，出现在君主继承或世袭官爵上。在此制度下，父亲死亡后，其皇位或官爵由其子继承。与此相对的另一种继承制度是兄终弟及。

## 类型
- 长子继承制
  - 嫡长子继承制：这个是按照儒家礼法要求，中国历史上的主要继承形式。它的优点是继承人是确定的，理论上不会出现诸子争夺继承权的现象（但现实中仍出现了玄武门之变这样的争夺事件），但缺点是，嫡长子在诸子中不一定最有能力、最贤明。
- 幼子继承制：一些民族如蒙古族中盛行幼子继承制。
- 以贤能立储：不论嫡庶长幼，在诸子中选取最有能力者为继承者。此种立储制度又有公开和秘密两种。例如清朝时期的秘密建储制。

## 各国情况

### 中国
根据史书记载，禹的儿子启继承了王位，打破了禅让制，是为父死子继的开端。但早期中国的继承制度并不仅限于父死子继，商朝就是父死子继和兄终弟及同时存在。进入周朝后，除个别情况外，父死子继变为主流继承方式。
按照儒家礼法要求，嫡长子继承制为正统继承制度，但中国历史上也出现过一些“废长立幼”的情况，这常常引发争议。